# 4e cérémonie des Rubans d'argent

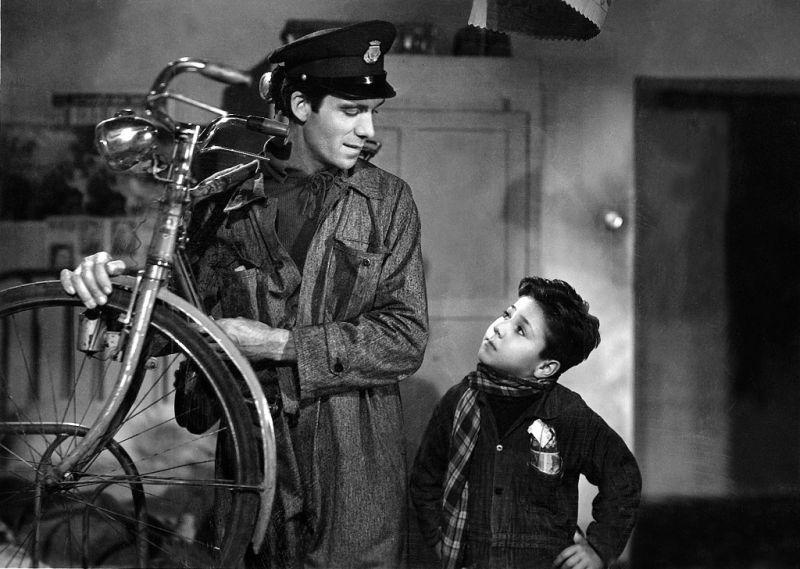
Une scène du film Le Voleur de bicyclette

La 4e cérémonie des Rubans d'argent, organisée par le syndicat national des journalistes cinématographiques italiens, s'est déroulée en 1949.

## Palmarès

### Meilleur film
- Le Voleur de bicyclette de Vittorio De Sica

### Meilleur réalisateur
- Vittorio De Sica - Le Voleur de bicyclette

### Meilleur sujet
- Cesare Zavattini  - Le Voleur de bicyclette

### Meilleur scénario
- Cesare Zavattini ,  Vittorio De Sica, Suso Cecchi D'Amico, Oreste Biancoli, Adolfo Franci et Gerardo Guerrieri   - Le Voleur de bicyclette

### Meilleure actrice
- Anna Magnani - L'amore

### Meilleur acteur
- Massimo Girotti - Au nom de la loi

### Meilleure actrice dans un second rôle
- Giulietta Masina - Sans pitié

### Meilleur acteur dans un second rôle
- Saro Urzì - Au nom de la loi

### Meilleure photographie
- Carlo Montuori - Le Voleur de bicyclette

### Meilleurs décors
- Non décerné

### Meilleure musique de film
- Alessandro Cicognini - Le Voleur de bicyclette

### Meilleur documentaire
- Isole della laguna (it) de Luciano Emmer

### Prix spécial pour les hautes qualités artistiques
- Pietro Germi - Au nom de la loi
- Renato Castellani - Sous le soleil de Rome

### Réalisateur du meilleur film étranger
- Claude Autant-Lara pour Le Diable au corps